# حمدون القصار
أبو صالح حمدون بن أحمد بن عمارة القصّار النيسابوري أحد علماء أهل السنة والجماعة ومن أعلام التصوف السني في القرن الثالث الهجري، مؤسس الطريقة الملامتية الصوفية، وصفه الذهبي بأنه «شيخ الصوفية». كان عالماً فقيهاً على مذهب سفيان الثوري. توفي سنة 271 هـ في نيسابور ودفن في مقبرة الحيرة.

## شيوخه وتلاميذه
سمع من محمد بن بكار بن الريان، وابن راهويه، وأبا معمر الهذلي. وصحب أبا تراب النخشبي وأبا حفص النيسابوري. روى عنه ابنه الحافظ أبو حامد الأعمشي ومكي بن عبدان، وأبو جعفر بن حمدان، وآخرون.

## من أقواله
- استعانة المخلوق بالمخلوق كاستعانة المسجون بالمسجون.[2]
- لا يجزع من المصيبة، إلا من اتهم ربه.[4]
- من رايت فيه خصلة من الخير فلا تفارقه فإنه يصيبك من بركاته.[5]
- قيل لحمدون بن أحمد: "ما بال كلام السلف أنفع من كلامنا"، قال: "لأنهم تكلموا لعز الإسلام، ونجاة النفوس، ورضا الرحمن، ونحن نتكلم لعز النفوس، وطلب الدنيا، ورضا الخلق".
- شكر النعمة أن ترى نفسك فيها طفيليا. والمعنى؛ أن تعتقد أنك لا تستحقها، كالطفيلي الذي يحضر الولائم بلا دعوة، بل هي محض فضل ومنّة، ولو سلبت منك فلا يحق لك الاعتراض والجزع.